# 江某上三脊節蜱
江某上三脊節蜱（学名：Calepitrimerus octophyllaus）为節蜱科上三脊節蜱屬下的一个种。